# Rhodosciadium argutum
Rhodosciadium argutum är en flockblommig växtart som först beskrevs av Joseph Nelson Rose, och fick sitt nu gällande namn av Mildred Esther Mathias och Lincoln Constance. Rhodosciadium argutum ingår i släktet Rhodosciadium och familjen flockblommiga växter. Inga underarter finns listade i Catalogue of Life.